# Pterolophia propinqua
Pterolophia propinqua là một loài bọ cánh cứng trong họ Cerambycidae.